# Diatribe
La diatribe (du grec ancien διατριβή, diatribē, « passe temps », et de là « discussion (philosophique) ») est un genre littéraire antique, pratiqué notamment par les cyniques et les stoïciens. Il s'agit de dialogues (en général fictifs) à visée morale, qui prenaient souvent une forme polémique et violente : c'est cette dernière caractéristique qui explique l'évolution vers le sens actuel du mot.

## La diatribe dans la littérature et la philosophie antiques

### Définition classique
Le mot « diatribe » signifie d'abord en grec ancien « passe-temps », puis « entretien » avant de désigner, mais plus tard, la forme écrite donnée à cet entretien. C'est donc au terme d'une longue évolution que ce terme en est venu à désigner au IIIe siècle av. J.-C. un genre littéraire. Chez l'un de ses représentants importants, le philosophe cynique Bion de Borysthène (335-245; généralement tenu comme étant à l'origine même de cette forme littéraire) la diatribe est « un exposé qui interpelle sur un ton familier un interlocuteur imaginaire et met en œuvre tout un arsenal rhétorique de questions, de personnifications, de comparaisons tirées de la vie quotidienne et d'anecdotes pour donner plus d'efficacité à la leçon morale. »
La diatribe prend donc la forme d'un dialogue avec un interlocuteur en général fictif. Visant à la prédication morale, elle traite de lieux communs de l'éthique. On voit aussi qu'elle use des procédés de la rhétorique et, pour renforcer ses effets sur un auditoire constitué d'un large public non spécialisé, recourt, selon le cas, à l'ironie, à l'invective et à la polémique. Parmi les philosophes qui ont pratiqué ce genre, on peut citer Télès, chez les cyniques, et Musonius Rufus, chez les stoïciens.
Mais la diatribe ne plut pas à tout le monde; ainsi, selon Diogène Laërce, Ératosthène reprochait à Bion d'avoir « le premier revêtu la philosophie d'une robe à fleurs ». Toutefois, relève Suzanne Saïd, le discours philosophique a clairement été influencé par le même Bion, comme on peut le voir dans le titre Diatribes (« Entretiens »), donné par Arrien aux notes qu'il a prises durant les enseignements du philosophe stoïcien Épictète.

### Critique de cette définition
Le philologue allemand Halbauer a montré[Où ?] en 1911 que le concept de « diatribe » comme genre dans les littératures de l'Antiquité était en fait une construction de la critique de la fin du XIXe siècle. Car le mot grec διατριβή (diatribē) ne désignait pas un genre littéraire ; il s'appliquait de manière assez vague à l'activité pédagogique et aux écrits en rapport avec elle. La situation scolaire (réelle ou fictive) et le rapport maître-disciple seraient alors l'élément essentiel pour justifier la qualification de diatribe. C'est en ce sens qu'Arrien a publié sous le titre de ∆ιατριϐαί (« Diatribes », traduit par « Entretiens ») des notes prises alors qu'il suivait les cours d'Épictète. La brève définition qu'en donne Laurent Pernot va d'ailleurs dans ce sens: « leçon en vif sur des sujets moraux ».
On peut remarquer que les auteurs XVIIe et XVIIIe siècles écrivant en latin, qui utilisent parfois le mot latin diatribe dans le titre de leurs ouvrages, prennent ce mot dans un sens très large (discours, discussion, dissertation), mais parfois avec une intention polémique.

## La diatribe aujourd'hui
Une diatribe est un texte ou un discours qui attaque de façon virulente une personne ou une institution. C'est une critique amère, violente, voire injurieuse. Elle est alors synonyme de pamphlet, de libelle (que Voltaire définissait un « petit livre d'injures »), et peut se rapprocher de la satire.
Plusieurs hommes de lettres, tels Émile Zola ou Victor Hugo, s'exprimaient sous cette forme dans divers journaux. La lettre ouverte J'accuse... ! d'Émile Zola, parue dans le journal l'Aurore, en est un bon exemple[réf. nécessaire].